# Therrya fuckelii
Therrya fuckelii är en svampart som först beskrevs av Rehm, och fick sitt nu gällande namn av Kujala 1950. Therrya fuckelii ingår i släktet Therrya och familjen Rhytismataceae.  Arten är reproducerande i Sverige. Inga underarter finns listade i Catalogue of Life.